# Фукс, Вильгельм
Вильгельм Фукс (нем. Wilhelm Fuchs; 1 сентября 1898, Мангейм, Германская империя — 24 января 1947, Белград, Югославия) — немецкий агроном, оберфюрер СС, полковник полиции, начальник айнзацгруппы «Сербия», командир полиции безопасности и СД в Сербии, Литве, рейхскомиссариате Остланд, руководитель айнзацкоманды 3, входившей в состав айнзацгруппы A.

## Биография
Вильгельм Фукс родился 1 сентября 1898 года в Мангейме. С 1914 по 1917 год участвовал в Первой мировой войне. В 1919 году вступил в добровольческий корпус. После окончания школы изучал сельское хозяйство в университете Лейпцига, где получил учёную степень доктора в 1929 году. 1 апреля 1932 года вступил в НСДАП (билет № 1038061), а 1 декабря 1932 года — в СС (№ 62760). 11 июля 1933 года стал унтерштурмфюрером СС, 20 апреля 1938 года был повышен до штандартенфюрера СС.
После прихода нацистов к власти с апреля 1933 года был вторым адъютантом имперского министра продовольствия Рихарда Дарре. С октября 1937 года возглавлял оберабшнит СС в Дрездене. В 1939 году был назначен начальником СД в штабе айнзацгруппы V в Польше. С 1940 года был начальником отдела II (управление) при командире полиции безопасности и СД в Кракове. Потом был инспектором полиции безопасности и СД в Брауншвейге.
Во время Балканской кампании Фуксу было поручено руководить айнзацгруппой «Сербия», использовавшейся для борьбы с партизанским движением под руководством Тито. После расформирования айнзацгруппы Фукс был назначен поздней осенью 1941 года командиром полиции безопасности и СД в Сербии, однако уже в январе 1942 года был заменён Эмануэлем Шефером.
В июне 1942 года был переведён к руководителю СС и полиции в Латвии Вальтеру Шрёдеру. С 8 июля по 14 сентября 1943 года был Высшим руководителем СС и полиции «Центр» со штаб-квартирой в Брауншвейге.
С 15 сентября 1943 по 6 мая 1944 года возглавлял айнзацкоманду 3 в составе айнзацгруппы A. С мая по 17 октября 1944 года являлся командиром айнзацгруппы A и одновременно был руководителем полиции безопасности и СД в Осталнде со штаб-квартирой в Риге. Затем в течение короткого времени возглавлял айнзацгруппу E в Хорватии.
После войны был арестован и экстрадирован в Югославию. 22 декабря 1946 года военный трибунал в Белграде приговорил его к смертной казни через повешение. 24 января 1947 года приговор был приведён в исполнение.